# 第88步兵師 (德國國防軍)
德國國防軍陸軍第88步兵師（德語：88. Infanterie-Division）是納粹德國國防軍陸軍的一個步兵師。該師於1939年12月組建。
第二次世界大戰期間，該師一直在德國西部待命，沒有參與入侵波蘭行動。1940年，該師參與入侵法國行動。1941年冬，該師調往東線，此後一直在當地作戰。
該師最後於1945年1月被苏联红军殲滅，其殘部歸入其他部隊。

## 註腳
1. ↑  Mitcham（2007年）